# Kosteneinflussgröße
Kosteneinflussgrößen (auch Kostenbestimmungsfaktoren) sind in der Kostentheorie (einem Teilgebiet der Produktions- und Kostentheorie) Einflussgrößen, welche die Höhe und Veränderung der Kosten beeinflussen. 

## Allgemeines
Die Gesamtkosten der Produktion (Herstellungskosten) werden von verschiedenen Kosteneinflussgrößen bestimmt. Kosteneinflussgrößen sind nur teilweise und in Grenzen vom Unternehmen selbst beeinflussbar und gelten deshalb als Datenparameter. Preise beispielsweise sind im Allgemeinen vom Markt vorgegeben, können aber auch individuell ausgehandelt werden.

## Einteilung
Erich Gutenberg teilte die Faktoren ein in die Hauptkosteneinflussgrößen und weitere.

### Hauptkosteneinflussgrößen
- Betriebsgröße: Darunter versteht man sämtliche maximalen Produktionsmöglichkeiten, wie technische Anlagen, Maschinen und Betriebsgelände. Kurzfristig sind sie zwar unveränderbar, aber langfristig nicht.
- Produktionsprogramm: Die Anzahl und Menge der verschiedenen, in Eigenfertigung hergestellten Produkte oder Dienstleistungen.
- Produktionsablauf: Wird in drei Bereiche eingeteilt
  - Automatisierungsgrad
  - Produktionstyp: Werkstattfertigung oder Fließfertigung
  - Produktionsart: Einzel-, Serien- oder Massenproduktion
- Faktorqualitäten: Die Eigenschaften der Produktionsfaktoren. Sie haben insbesondere Einfluss auf die Produktionskoeffizienten.
- Faktorpreise: Da sich die Kosten ergeben als Produkt aus Preis und Menge, hat der Preis einen direkt proportionalen Einfluss auf die Kosten.
- Beschäftigung: Die Menge der erstellten Produkte.

### Weitere Kosteneinflussgrößen
- Absatzbereich: Hier beeinflussen die absatzpolitischen Instrumente die Höhe der Kosten.
- Forschung und Entwicklung: Insbesondere die Verbesserung der Qualität der Produktionsprozesse hat Einfluss auf den Faktorverbrauch.
- Finanzbereich: Falls mangels Kapital veraltete Betriebsmittel eingesetzt werden müssen, hat dies Auswirkungen auf die Produktionskosten.[3]

## Kosteneinflussgrößen und Kostenkategorien
Bezüglich bestimmter Kosteneinflussgrößen verhalten sich Kostenkategorien gleichartig. Als Kriterium zur Bildung von Kostenkategorien wird hierbei das Verhalten der Kosten gegenüber wichtigen Kosteneinflussgrößen herausgestellt:
| Kosteneinflussgröße                       | Kostenkategorie |
| ----------------------------------------- | --- |
| Abhängigkeit vom Beschäftigungsgrad       | fixe Kosten und sprungfixe Kosten, variable Kosten und Mischkosten |
| Orientierung an der Beschäftigung         | Sollkosten und Istkosten |
| Zurechnung zum Kostenträger               | Einzelkosten und Gemeinkosten |
| Verrechnung auf Kostenträger              | Vollkosten und Teilkosten |
| Produktionsfaktoren                       | Primärkosten und Sekundärkosten |
| Beziehung zur Gewinn- und Verlustrechnung | Grundkosten, Anderskosten und Zusatzkosten |
| Liquiditätswirksamkeit                    | pagatorische Kosten und kalkulatorische Kosten |
| Entscheidungsrelevanz                     | entscheidungsrelevante Kosten und entscheidungsirrelevante Kosten |
| Verrechnung auf Produktionsmenge          | Gesamtkosten und Stückkosten |
| Zeitfaktor                                | Plankosten, Normalkosten und Istkosten |
| Neue Institutionenökonomik                | Transaktionskosten bei der Durchführung täglicher Transaktionen; bei der Durchführung einmaliger Transaktionen können diese ex ante (Kosten des Vorlaufs) und ex post (Kosten für die Nachsorge) sein. |

Die Kostenkategorien sind der Regel nicht überschneidungsfrei, sondern verschiedene Betrachtungsperspektiven auf ein und dieselbe Grundgesamtheit, nämlich den zu betrachtenden Kostenblock. Beispielsweise sind Einzelkosten häufig auch variabel und können Istkosten oder Plankosten sein. Um die Gesamtkosten in einzelne Kostenarten aufgliedern zu können, ist eine Kostenauflösung erforderlich.